# Jan Holmlund
Jan Henry Holmlund (* 29. März 1957 in Gällivare) ist ein ehemaliger schwedischer Skispringer.

## Werdegang
Am 30. Dezember 1979 startete Holmlund, nachdem er bei der Schwedischen Meisterschaft die Goldmedaille auf der Großschanze gewann, bei der Vierschanzentournee 1979/80 in Oberstdorf erstmals bei einem internationalen Springen im Skisprung-Weltcup. Bereits in seinem dritten Springen erreichte er in Innsbruck mit Platz 14 seine ersten zwei Weltcup-Punkte. Auch in seinem einzigen Weltcup-Springen außerhalb der Tournee im japanischen Sapporo konnte er mit Platz 11 erneut Weltcup-Punkte gewinnen. Die Saison beendete er schließlich auf dem 80. Platz in der Weltcup-Gesamtwertung. Kurze zeit später gewann er erneut die Goldmedaille bei der Schwedischen Meisterschaft auf der Großschanze.
Bei den Olympischen Winterspielen 1980 in Lake Placid erreichte Holmlund auf der Normalschanze den 34. und auf der Großschanze den 50. Platz.
Nach den Olympischen Spielen bestritt Holmlund noch die Vierschanzentournee 1980/81, blieb jedoch komplett punkt- und erfolglos und beendete nach der Tournee seine aktive Skisprungkarriere.

## Erfolge

### Weltcup-Platzierungen
| Saison  | Platz | Punkte |
| ------- | ----- | ------ |
| 1979/80 | 80.   | 7      |